# Kaavi

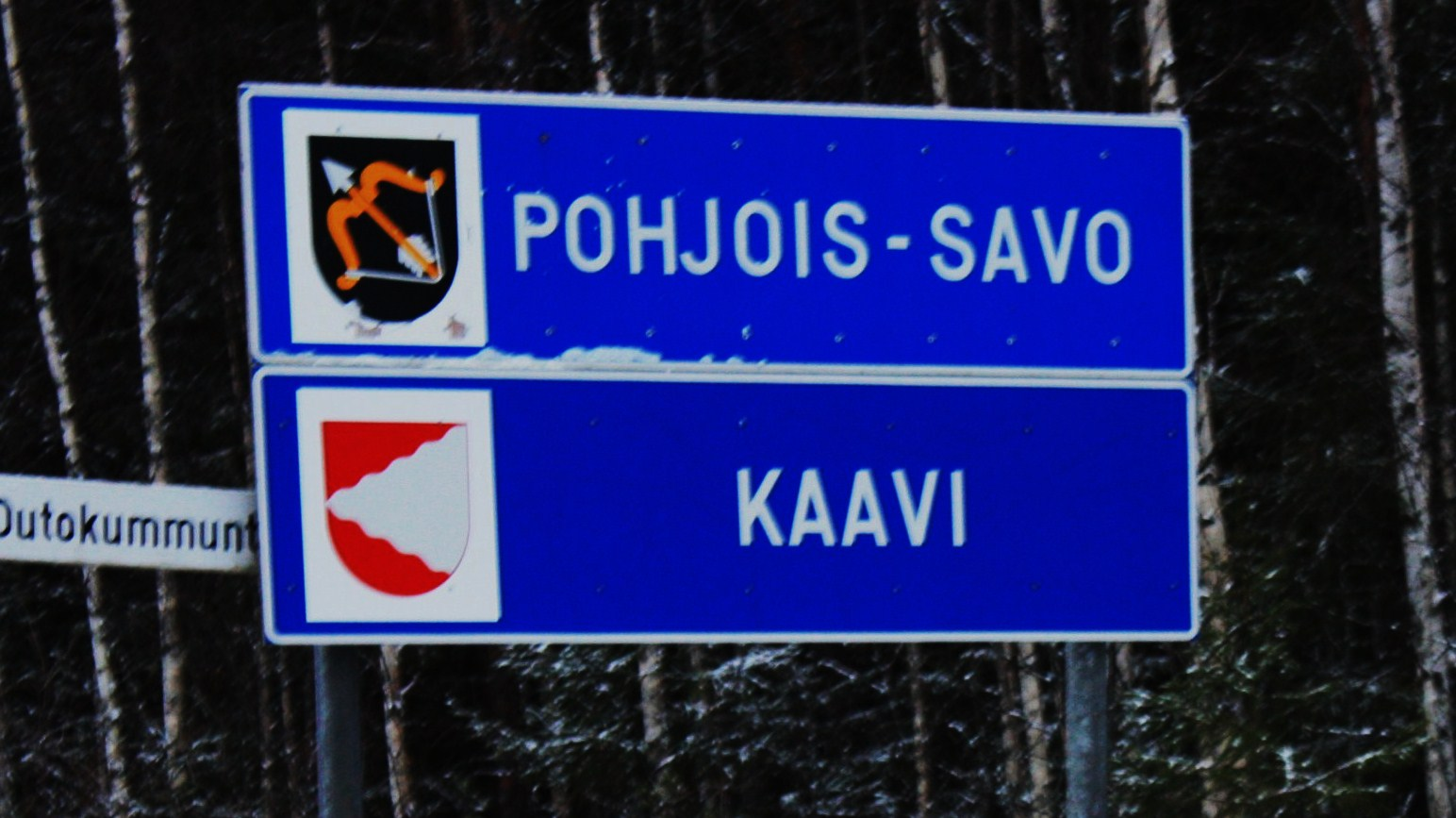
Kaavi liegt in der Landschaft Nordsavo

Kaavi [ˈkɑːvi] ist eine Gemeinde mit 2689 Einwohnern (Stand 31. Dezember 2022) in Ostfinnland. Sie liegt rund 60 Kilometer nordöstlich der Stadt Kuopio in der Landschaft Savo.

## Gemeinde
Sie umfasst neben dem namensgebenden Hauptort Kaavi die Dörfer Hirvisaari, Karsikkovaara, Kellolahti, Rasimäki, Kortteinen, Kortteiskylä, Luikonlahti, Maarianvaara, Mäntyjärvi, Niinivaara, Onnivaara, Retunen, Rovevaara, Sivakkavaara, Suovaara, Syrjävaara und Vehkalahti.

## Politik

### Gemeinderat
Die stärkste politische Kraft in Kaavi ist die bäuerlich-liberale Zentrumspartei. Bei der Kommunalwahl 2017 erhielt sie trotz Verlusten mehr als ein Drittel der Stimmen. Im Gemeinderat, der höchsten Entscheidungsinstanz in lokalen Angelegenheiten, stellt sie sechs von 17 Abgeordneten. Die beiden anderen großen Parteien des Landes, die Sozialdemokraten und die Nationale Sammlungspartei spielen mit jeweils zwei Sitzen im Gemeinderat eine geringere Rolle als in anderen Regionen Finnlands. Ebenfalls im Gemeinderat vertreten sind die rechtspopulistischen Wahren Finnen mit drei sowie der Grüne Bund und die Christdemokraten mit jeweils einem Sitz. Die 2017 erstmals angetretene Wählervereinigung Rakentava Kaavi verfügt über zwei Sitze.
| Partei                    | Wahlergebnis 2017 | Sitze  |
| ------------------------- | ----------------- | ------ |
| Zentrumspartei            | 33,5 % (−5,4)     | 6 (−3) |
| Wahre Finnen              | 14,8 % (−7,4)     | 5 (−2) |
| Sozialdemokraten          | 13,4 % (−6,6)     | 2 (−2) |
| Rakentava Kaavi           | 13,1 % (+13,1)    | 2 (+2) |
| Nationale Sammlungspartei | 11,0 % (+0,9)     | 2 (±0) |
| Christdemokraten          | 7,2 % (+3,2)      | 1 (+1) |
| Grüner Bund               | 7,1 % (+7,1)      | 1 (+1) |

### Wappen
Beschreibung des Wappens: Das Wappen zeigt in rot eine rechte silberne Wellenspitze.
Kaavi ist Samisch und bedeutet „kleiner Hafen für Boote“.

## Wirtschaft
In Luikolahti wurde von 1968 bis 1983 Kupfer gefördert, nach Schließung der Mine war der Ort Standort eines Talkwerks der Firma Mondo Minerals Oy, einer Tochterfirma des Schweizer Omya-Konzerns, das jedoch 2006 ebenfalls geschlossen wurde. Hauptwirtschaftszweig ist dennoch bis heute die metallverarbeitende Industrie.
In den 1990er-Jahren wurden in Kaavi Diamanten im Grundgestein gefunden.

## Tourismus

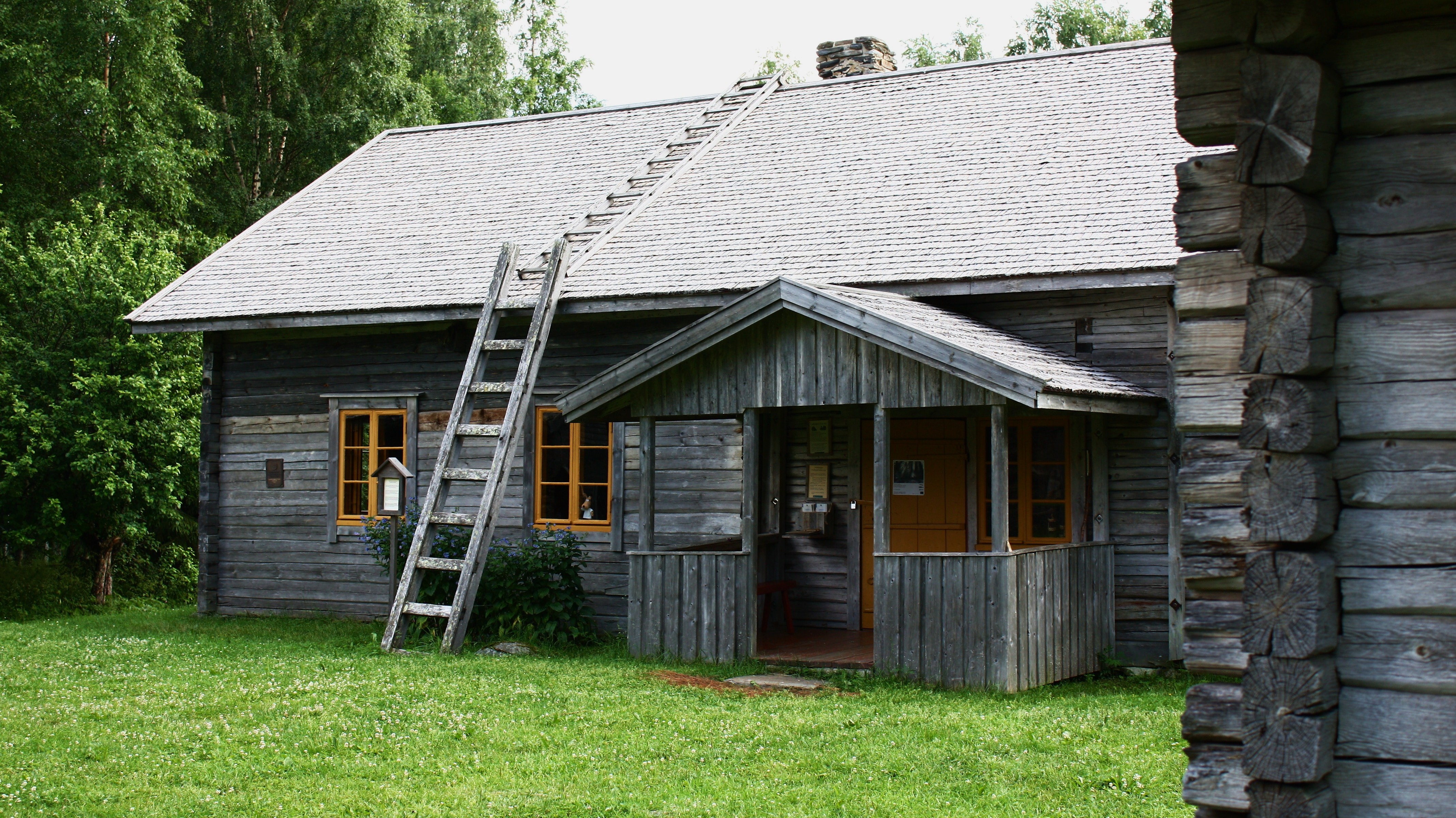
Telkkämäki Brandrodungen Gebiet und traditioneller Bauernhof in Kaavi

Kaavi liegt 45 km vom Flughafen Kuopio und 85 km vom Flughafen Joensuu.
Für Bootsfahrer gibt es markierte Schiffsrouten vom Saimaa-See bis zu den Gastbootshäfen in Luikonlahti und Kaavi.

### Sehenswertes
- Telkkämäki Brandrodungen Gebiet und traditioneller Bauernhof
- Fluss Vaikkojoki
- Sommertheater in Luikonlahti und Maarianvaara
- Gießereimuseum Juutila (Gießerei seit 1881)
- Frühlings- und Herbstmarkt
- Kaavi Blues Festival im Juni

## Städtepartnerschaften
- Estland – Mõniste, seit 1991
- Estland – Kreis Võru, seit 1990[5]